# Eupithecia extrema
Eupithecia extrema là một loài bướm đêm trong họ Geometridae.